# Shenyang Metro
Die Shenyang Metro ist die U-Bahn von Shenyang, einer Millionenstadt in der nordostchinesischen Provinz Liaoning. Es umfasst derzeit sechs Linien, langfristig ist ein Ausbau auf mindestens zehn Linien geplant.

## Netz

Langfristiger Plan für das Liniennetz

### Linie 1
Die Linie 1 wurde nach fast einjährigem Probelauf am  27. September 2010 eröffnet. Im Juni 2025 wurde sie weiter nach Osten verlängert. Die Linie durchquert die Innenbezirke Shenyangs von Ost nach West auf einer Länge von 43,8 Kilometern und bedient 32 Stationen. Es werden Sechswagenzüge des Typs B eingesetzt.

### Linie 2
Mit 46,7 Kilometern Länge und 33 Stationen ist die Linie 2 die bisher längste Linie. Die Nord-Süd-Linie wurde in vier Schritten von 2012 bis 2023 in Betrieb genommen.

### Linie 3
Im Dezember 2024 wurde die Linie 3 eingeweiht. Die Radiallinie führt zum Großteil in Hochlage nach Südwesten. Die Strecke ist 23 Kilometer lang und hat 14 Stationen.

### Linie 4
Wie die Linie 2 verläuft die Linie 4 als Durchmesserlinie in Nord-Süd-Richtung durch die Stadt und bindet den Bahnhof Shenyang-Nord an. Sie wurde am 29. September 2023 eröffnet, ist 34 Kilometer lang und hat 23 Stationen.

### Linie 9
Die Linie 9 wurde am 25. Mai 2019 eröffnet. Sie ist 29 Kilometer lang und hat 23 Stationen, wobei die Endstationen Nujiang Gongyuan (怒江公园, Nujiang-Park) und Jianzhu Daxue (建筑大学, Universität für Architektur) heißen. Mit dem Bau war am 22. März 2013 begonnen worden, man plante ein Budget von 17,9 Milliarden Yuan. Im Endausbau soll die Linie 11 Umsteigebahnhöfe haben.

### Linie 10
Im April 2020 wurde die Linie 10 eröffnet. Sie ist 27,2 Kilometer lang und umfasst 21 Stationen.

## Geschichte und Bauverlauf
Shenyang war um 1940 eine der ersten chinesischen Städte mit dem Wunsch, eine U-Bahn zu bauen. Die spätere Zentralregierung hat jedoch die größeren Städte Peking und Tianjin ab 1965 zuerst versorgt, auch Shanghai wurde noch vorgezogen, bis Shenyang 2005 schließlich mit dem Bau beginnen konnte. Viel Zeit wurde auch mit der Diskussion um den Bau einer niveaugleichen S-Bahn vertan, die jedoch für das dichtbebaute Stadtgebiet als ungeeignet verworfen wurde.
Am 18. November 2005 begann der Bau der Linie 1, die sogar 3 Monate vor der für Dezember 2010 erwarteten Fertigstellung eröffnet werden konnte. Ihre Kosten beliefen sich umgerechnet auf rund 1,1 Milliarden US-Dollar.
Der Bau der Linie 2 begann im November 2006. Sie stellt mit 21,9 Kilometer Länge und 19 Stationen die Nord-Süd-Verbindung her und bildet mit der Linie 1 ein Kreuz. Geplant war die Fertigstellung für 2010, nach Verzögerungen wurde sie am 9. Januar 2012 eröffnet.
Am 22. März 2013 begannen die Bauarbeiten für die Linien 9 und 10, die das Kreuz um zwei tangentiale Linien ergänzen sollten. Die beiden Linien sollten nach Ende der Bauphase 1 gemeinsam 60 Stationen haben und 79,1 Kilometer lang sein. Als Investition für die beiden Linien waren 47,7 Milliarden Yuan veranschlagt.